# Amtsgericht Tilsit
Das Amtsgericht Tilsit war ein preußisches Amtsgericht mit Sitz in Tilsit, Ostpreußen.

## Geschichte
Das königlich preußische Amtsgericht Tilsit wurde mit Wirkung zum 1. Oktober 1879 als eines von neun Amtsgerichten im Bezirk des Landgerichtes Tilsit im Bezirk des Oberlandesgerichtes Königsberg gebildet. Der Sitz des Gerichtes war Tilsit. Aufgehoben wurde das Kreisgericht Tilsit. Sein Gerichtsbezirk umfasste den Kreis Tilsit. Am Gericht bestanden 1888 sieben Richterstellen. Das Amtsgericht war damit das größte Amtsgericht im Landgerichtsbezirk.
Im Jahre 1945 wurden der Amtsgerichtsbezirk unter sowjetische Verwaltung gestellt und die deutschen Einwohner vertrieben. Damit endete auch die Geschichte des Amtsgerichtes Tilsit.